# صومعة (كلخوران)
صومعة (بالفارسية: صومعه) هي قرية تقع في إيران في أردبيل. يقدر عدد سكانها بـ 1,368 نسمة .